# Arauetés
Os arauetés (etnônimo brasílico: Araweté) são um povo indígena brasileiro que fala uma língua da família tupi-guarani. Habitam as terras indígenas Araweté Igarapé Ipixuna e Trincheira/Bacajá, no Pará. No ano de 1994, sua população estimada era de 220 pessoas. Em 2003, tal grupo contava com 293 indivíduos.
A cosmologia araueté engloba conceitos de pessoa, de morte, e de divindade. Nos cantos e rituais xamânicos, as divindades e os mortos se manifestam aos humanos. O tema do canibalismo divino é central para a compreensão do conceito araueté da divindade e da pessoa. A metafísica araueté descreve o lugar do humano no universo, sua inscrição fundamental no elemento da temporalidade, e a lógica da identidade e da diferença que comanda sua ontologia original.